# Jean-Louis de Raymond
Jean-Louis Raymond de Villognon (1702-1771), comte de Raymond, seigneur d'Oyes (ou d'Oyé, dans la Marne), est un militaire et administrateur colonial français du XVIIIe siècle. Il est le sixième gouverneur de l'Île Royale (Nouvelle-France) entre 1751 et 1753.

## Biographie

### Origines et jeunesse
Jean-Louis de Raymond est issu d'un famille française noble, originaire de Raymond, dans le Cher. Il est le fils de François Raymond, seigneur de Villognon et de Marguerite Perdreau.

### Carrière militaire
Il entre dans l'armée. Le 22 novembre 1726, il reçoit de son père la charge de lieutenant-commandant pour le roi en le gouvernement du château et de la ville d'Angoulême. Capitaine au régiment du Vexin, lieutenant-colonel au régiment général des grenadiers de France en 1749, il est fait chevalier de Saint-Louis.

#### Gouverneur de l'île Royale

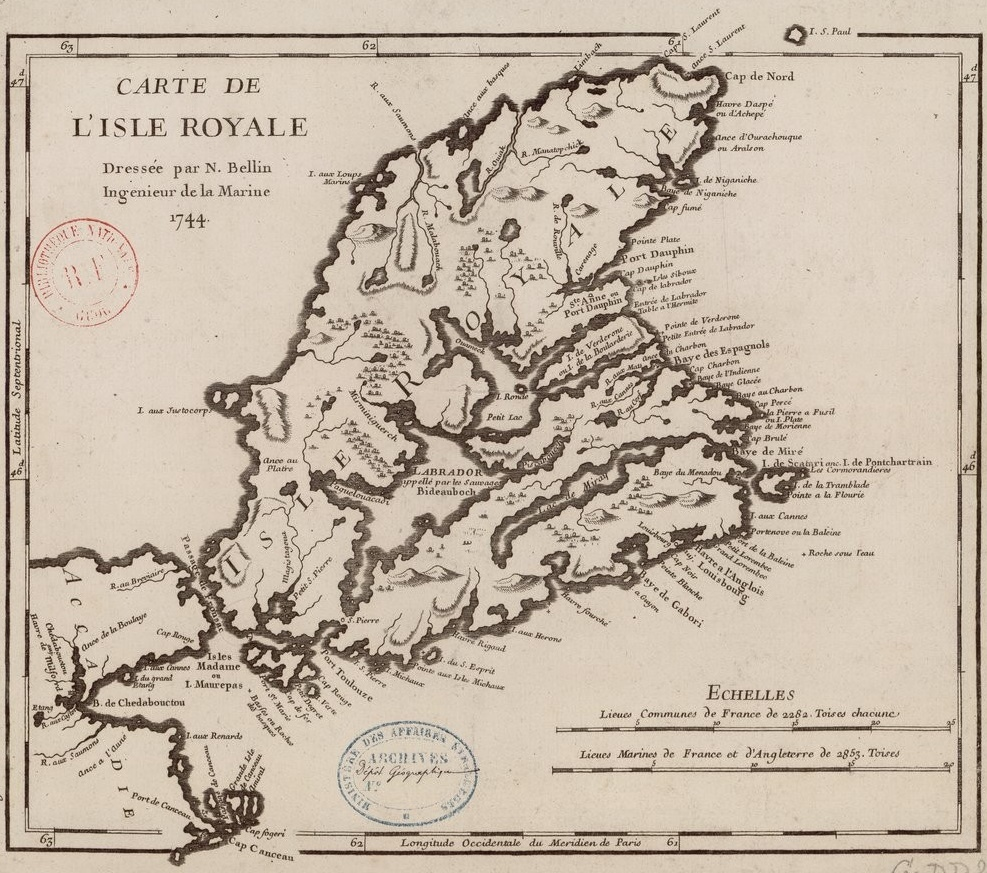
Carte de l'Ile Royale à l'époque où Jean-Louis de Raymond y fut nommé gouverneur.

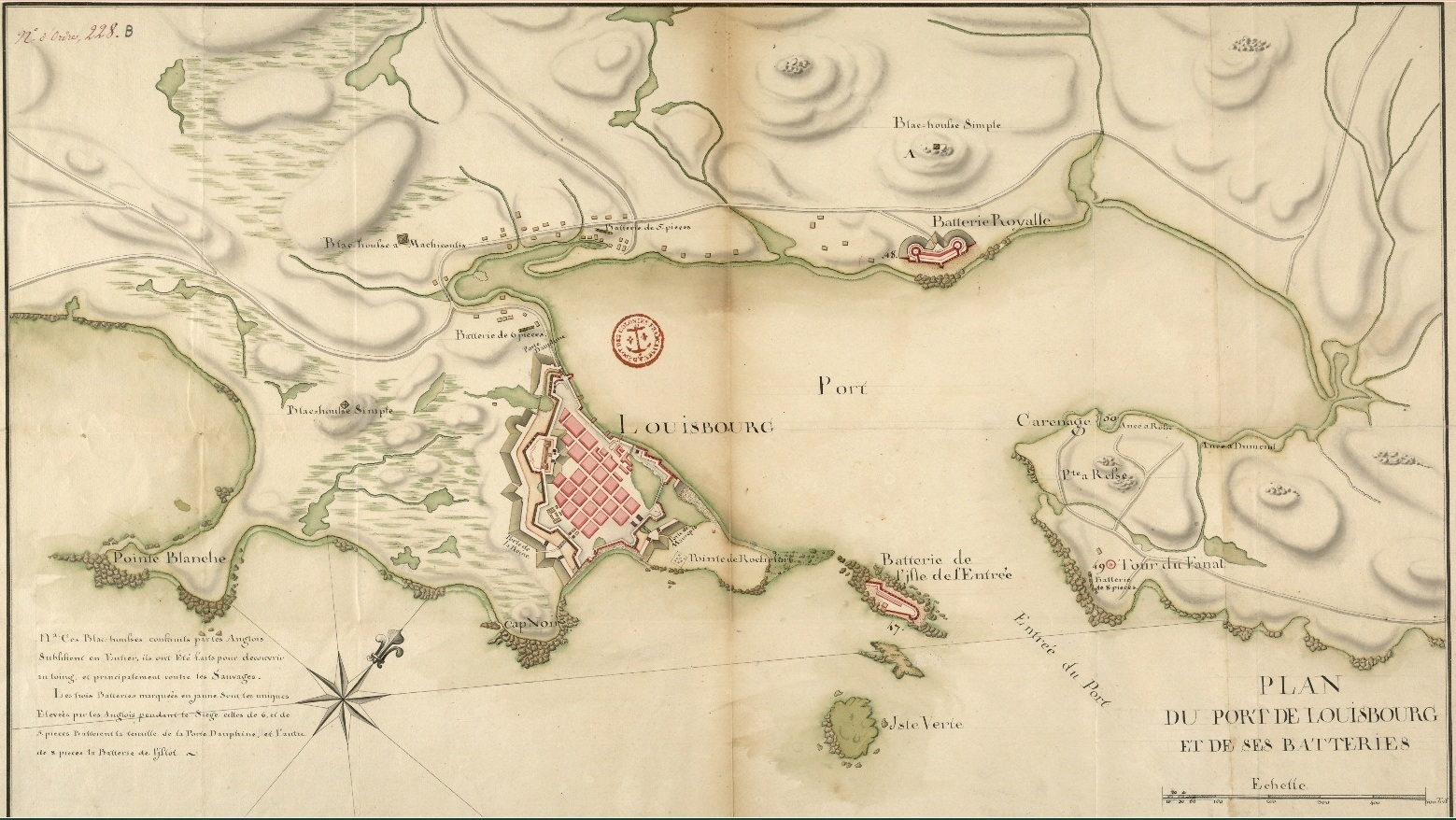
Louisbourg vers 1750.

Lorsque le roi Louis XV le nomme gouverneur de l'île Royale, le 1er mars 1751, il est lieutenant du roi à Angoulême. Le roi lui adjoint comme major des troupes M. de La Surlaville, colonel des grenadiers de France. Promu au grade de maréchal de camp le 1er avril 1751, il est nommé commandant des troupes du Cotentin. Il embarque sur l'Heureux à la fin du mois de mai et débarque à Louisbourg, le 3 août suivant. Il relève le gouverneur Charles des Herbiers de La Ralière et choisit pour secrétaire Thomas Pichon, futur espion à la solde de l'Angleterre.
En avril 1751, de Raymond reçoit du ministre des instructions relatives à ses fonctions et ses relations avec le commissaire-ordonnateur Prévost. Il est chargé d'insister sur les revendications de la France quant aux limites de l'Acadie française et les maintenir avec « une inébranlable fermeté », mais aussi avec « tant de modération et de politesse dans la manière et dans les expressions, que tout semblant d'agression parut venir des ennemis ».[réf. nécessaire]
En tant que gouverneur, il s'emploie à tout améliorer dans la colonie : les ports, les terres défrichées, les chemins vicinaux, la construction de nouvelles redoutes. Le 14 janvier 1752, il envoie une lettre au ministre sur un projet de construction de redoutes le long de la côte de l'île Royale, il insiste sur la nécessité de les établir rapidement et joint des devis et plans de Louis Franquet.
Le 21 mai 1752, à l'occasion de la naissance de Louis, duc de Bourgogne, il organise des réjouissances et des banquets très coûteux. Malgré tout, il réussit à s'aliéner le personnel civil et militaire de l'île, parmi lesquels Prévost et Surlaville, qui veillaient avant tout à leurs propres intérêts. Il renvoie Pichon pour une affaire de galanterie, mais en lui délivrant un bon certificat de service. 
Raymond songe à créer, pour lui-même, une seigneurie à l'île-Royale, mais le ministre l'informe que Louis XV y était opposé. En 1753, il demande à rentrer en France et il quitte ses fonctions au mois d'octobre, laissant l'intérim à Charles-Joseph d'Ailleboust. Son court passage sur l'île Royale sera marqué par l'immigration des Acadiens dans les deux îles et par l'accroissement du commerce et des pêcheries.

#### Gouverneur de Cherbourg
À son retour en France, il est nommé gouverneur de Cherbourg. Le 7 août 1758 une flotte anglaise, commandée par Charles Spencer, duc de Marlborough, apparaît devant Cherbourg. La ville est défendue par le duc d’Harcourt qui, en compagnie de ses officiers, ne juge pas bon de stopper le débarquement anglais. Cherbourg est conquise par ces derniers.
À l'issue de ce raid anglais, Raymond est accusé d'avoir facilité la descente des Anglais. « Son attitude face au débarquement anglais de 1758 à Cherbourg reste incomprise…. »

### Sources et bibliographie
- Louis Le Jeune, « Jean-Louis, comte de Raymond », Dictionnaire général de biographie, histoire, littérature, agriculture, commerce, industrie et des arts, sciences, mœurs, coutumes, institutions politiques et religieuses du Canada, Ottawa, Université d'Ottawa, vol. II,‎ 1931, p. 505
- Georges Lacour-Gayet, La Marine militaire de la France sous le règne de Louis XV, Honoré Champion éditeur, 1902, édition revue et augmentée en 1910 (lire en ligne)
- Michel Vergé-Franceschi, La Marine française au XVIIIe siècle : guerres, administration, exploration, Paris, SEDES, coll. « Regards sur l'histoire », 1996, 451 p. (ISBN 2-7181-9503-7)
- Michel Vergé-Franceschi (dir.), Dictionnaire d'histoire maritime, Paris, éditions Robert Laffont, coll. « Bouquins », 2002, 1508 p. (ISBN 2-221-08751-8 et 2-221-09744-0, BNF 38825325)